# Catena Platta-Forbesch-Curver
La Catena Platta-Forbesch-Curver (in tedesco Platta-Forbesch-Curver-Kette) è un massiccio montuoso delle Alpi del Platta. Si trova in Svizzera (Canton Grigioni).
Prende il nome dalle tre montagne più significative: il Piz Platta, il Piz Forbesch ed il Piz Curvér.

## Collocazione
Secondo le definizioni della SOIUSA la Catena Platta-Forbesch-Curver ha i seguenti limiti geografici: Forcellina, valle di Avers, Val Ferrera, fiume Reno Posteriore, fiume Albula, torrente Giulia, Forcellina.
Essa raccoglie la parte nord-orientale delle Alpi del Platta.

## Classificazione
La SOIUSA definisce la Catena Platta-Forbesch-Curver come un supergruppo alpino e vi attribuisce la seguente classificazione:
- Grande parte = Alpi Orientali
- Grande settore = Alpi Centro-orientali
- Sezione = Alpi Retiche occidentali
- Sottosezione = Alpi del Platta
- Supergruppo = Catena Platta-Forbesch-Curver
- Codice =  II/A-15.I-B

## Suddivisione
La Catena Platta-Forbesch-Curver viene suddivisa in due gruppi e due sottogruppi:
- Gruppo Platta-Forbesch (4)
  - Gruppo del Platta (4.a)
  - Gruppo del Forbesch (4.b)
- Gruppo Grisch-Curver (5).

## Montagne

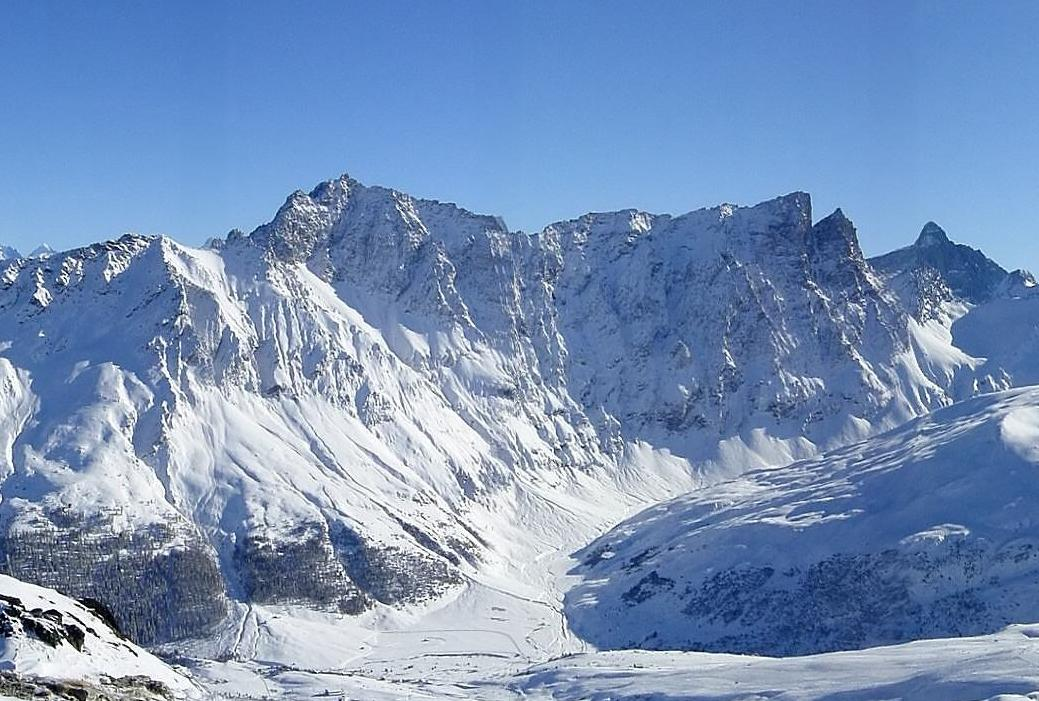
Il Piz Arblatsch, il Piz Forbesch ed il Piz Platta.

Le montagne principali appartenenti alla Catena Platta-Forbesch-Curver sono:
- Piz Platta - 3.392 m
- Piz Forbesch - 3.262 m
- Piz Arblatsch - 3.207 m
- Mazzaspitz - 3.164 m
- Tälihorn - 3.164 m
- Jupperhorn - 3.155 m
- Piz Surparé - 3.078 m
- Piz Grisch - 3.062 m
- Usser Wissberg - 3.053 m
- Piz Scalotta - 2.991 m
- Piz Curvér - 2.972 m
- Piz Alv - 2.854 m
- Sur Carungas - 2.829 m
- Piz Starlera - 2.735 m
- Piz Mez - 2.718 m
- Piz Cartas - 2.712 m
- Piz Arlos - 2.696 m
- Piz Martegnas - 2.670 m
- Piz Toissa - 2.657 m
- Piz Spegnas - 2.620 m